# Tècniques de captació microfònica

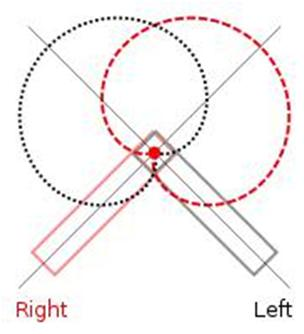
Tècnica coincident X-Y

Les tècniques de captació microfònica fan referència a la utilització d'un o mes micròfons per captar una font sonora en mono o estèreo. Les diferents tècniques son aplicables tant per a estudi com per a directe. 

## Camp Proper
Es considera microfonia propera quan el micròfon està a 1-2 cm de la font sonora. L'objectiu d'aquest tipus de captació és captar amb claredat l'instrument independitzar-lo dels altres. A més, a causa de la petita distància entre font i micròfon, aquestes captacions no aporten informació respecte a l'ambient de la sala (reverb), fent que a la transducció el contingut de reflexions sonores sigui molt menor que el senyal directe de l'instrument, el que permetria major control a postproducció. A més, pot fer variar el balanç tonal natural de l'instrument.

## Camp llunyà
El camp llunyà fa referència a la utilització de microfonia a 1 metre o mes de la font sonora. L'objectiu d'aquest tipus de captació és aconseguir una mescla natural de la sala i font, així com conservar el balanç tonal natural de l'instrument. Normalment s'utilitza per la captació d'un gran conjunt d'instruments (orquestra) però també per aconseguir determinats efectes.
El principal problema d'aquesta tècnica és el denominat comb filter, és a dir, diferències de fase entre el senyal directe de la font sonora i les reflexions de la sala que arriben amb un delay de 180°, cancel·lant certes freqüències de la font directe fins a 15 dB. Això es pot controlar a través de panells difusors i d'absorció repartits per la sala. Tot i així s'ha estès la regla de 3 a 1, és a dir, la distància entre dos micròfons llunyans ha de ser com a mínim tres vegades la distància entre el primer i la font sonora. 

## Tècniques estèreo
Les tècniques estèreo es basen en la captació d'una font sonora amb 2 o mes micròfons, emulant així la manera en com percebem els éssers humans les ones sonores, ja que amb l'escolta binaural captem la font directa i les reflexions que arriben amb retard i això permet reconstruir la posició de la font. Existeixen diversos tipus de tècniques.

### Coincidents
Les tècniques coincidents fan referència a la utilització de dos micròfons amb les càpsules molt pròximes, evitant d'aquesta manera la cancel·lació de fase, fent que tingui una excel·lent compatibilitat a mono però menys sensació espacial. Dins aquesta tècnica trobem:

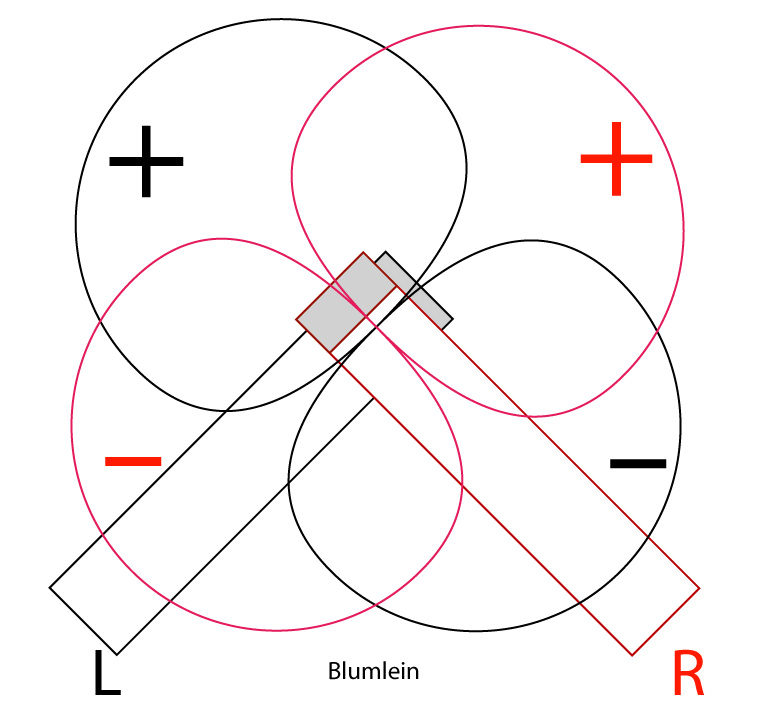
Técnica coincident Blumlein

- X-Y: Per la tècnica XY s'utilitzen dos micròfons cardiodes del mateix tipus amb les càpsules col·locades el mes a prop l'una de l'altre amb una angulació de 90°, evitant problemes de fase. Els panorames dels dos micròfons es solen panejar dràsticament cap a dreta i esquerra, forçant la sensació d'espai.[3]
- M-S (Middle-Side): La tècnica estèreo M-S o centre-lateral es crea mitjançant un micròfon cardioide o direccional com a centre i un altre bidireccional (figura 8) com a lateral. El micròfon central es dirigeix directament a la font sonora captant el senyal directe mentre que el lateral s'encarrega de captar reflexiones. Els dos senyals dels micròfons es combinen mitjançant una matriu M-S per donar una imatge estèreo controlable.[3]
- Blumlein:Tècnica denominada així per Alan Blumlein, productor de Decca. Es tracta d'una tècnica estèreo coincident que utilitza dos micròfons bidireccionals (figura 8) coincidents en les seves càpsules i amb una angulació de 90°, és a dir, el mateix que el X-Y però amb micròfons bidireccionals. Aquesta tècnica donarà millors resultats quan s'utilitzi a petites distàncies de la Font sonora, dons els micròfons bidireccionals utilitzen tecnologia de gradient de pressió, per tant estan sota la influencia del efecte de proximitat.[2] Ofereix una millor versemblança de l'espai però s'ha de tenir en compte que en ser figura 8 i captar per les dos bandes, captarà les reflexions per la part posterior i en contrafase, podent produir cancel·lacions severes respecte de la font original.[1]

### Quasi coincidents
Les tècniques quasi coincidents imiten la nostra escolta binaural i es tracta de la col·locació dels micròfons prou propers entre ells perquè no hi hagi cancel·lacions a les freqüències baixes però suficientment separats per tenir un retard audible a les freqüències altes. En general mostren una bona localització combinada amb sensació de profunditat. Hi trobem les següents:

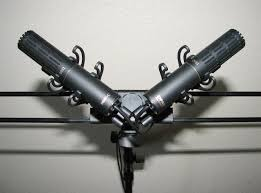
Foto ORTF

- O.R.T.F: Es tracten de dos cardioides separats 17 cm y amb una angulació de 110º entre els seus eixos. El seu nom prové de “Office de Radiodiffusion Télévision Française”, cadena de televisió que va inventar aquesta tècnica. És una tècnica molt apropiada per a reproduir senyals estèreo molt similars als que escolta l'oïda humana en el pla horitzontal.[1][2]
- N.O.S Estéreo: Tècnica adoptada de “Netherlande Omroep Stichting” consisteix en la separació de 30 cm de dos micròfons cardioides y amb una angulació entre els seus eixos de 90° creant una imatge estèreo per diferencia d'amplitud i temps.[1]
- Técnica Faulkner: Desenvolupat per l'enginyer anglès Tony Faulkner, utilitza dos micròfons bidireccionals (figura 8) separats 20 cm i apuntant els dos directament a la font sonora. Aquesta tècnica combina la coherència sonora de la tècnica Blumlein amb la recreació de l'espai produïda per la diferencia de temps resultant de la separació dels micròfons.[2]

### Espaiats
Les tècniques espaiades fan referencien a aquelles que posseeixen una gran separació entre càpsules de micròfons. Això dona una gran sensació d'espaiositat i un color d'ambient agradable, tot i que depenent de la posició de la font sonora tindrem grans diferències de volum i fase.

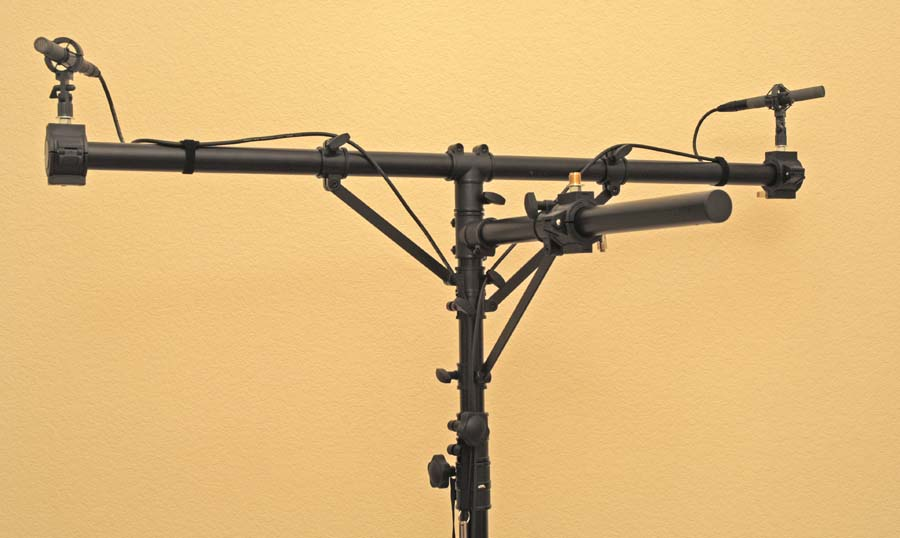
Sistema Decca Tree

- Parell AB: Per la tècnica AB s'utilitzen dos micròfons cardioides o omnidireccionals separats entre 1 i 3 metres i apuntant cap a la font sonora.[4] La separació entre 1 i 3 metres dependrà del tipus de font a gravar, per exemple per a una guitarra acústica la separació de 3 metres serà excessiva però no tant per a una coral.[3]
- Decca Tree: Configuració creada per la discogràfica Decca, consisteix en 3 micròfons omnidireccionals en forma de triangle apuntant a la font sonora. És molt similar al parell AB però amb un micròfon central. La separació entre els laterals oscil·la entre 60 i 150 cm, i el tercer pot estar una mica per sota o sobre del parell exterior.[1] És una tècnica comuna en l'enregistrament d'orquestres, on el sistema se situa darrere o sobre el director, donant un balanç proper a la intenció d'aquest tipus de musica.[4]

### Dummy-head

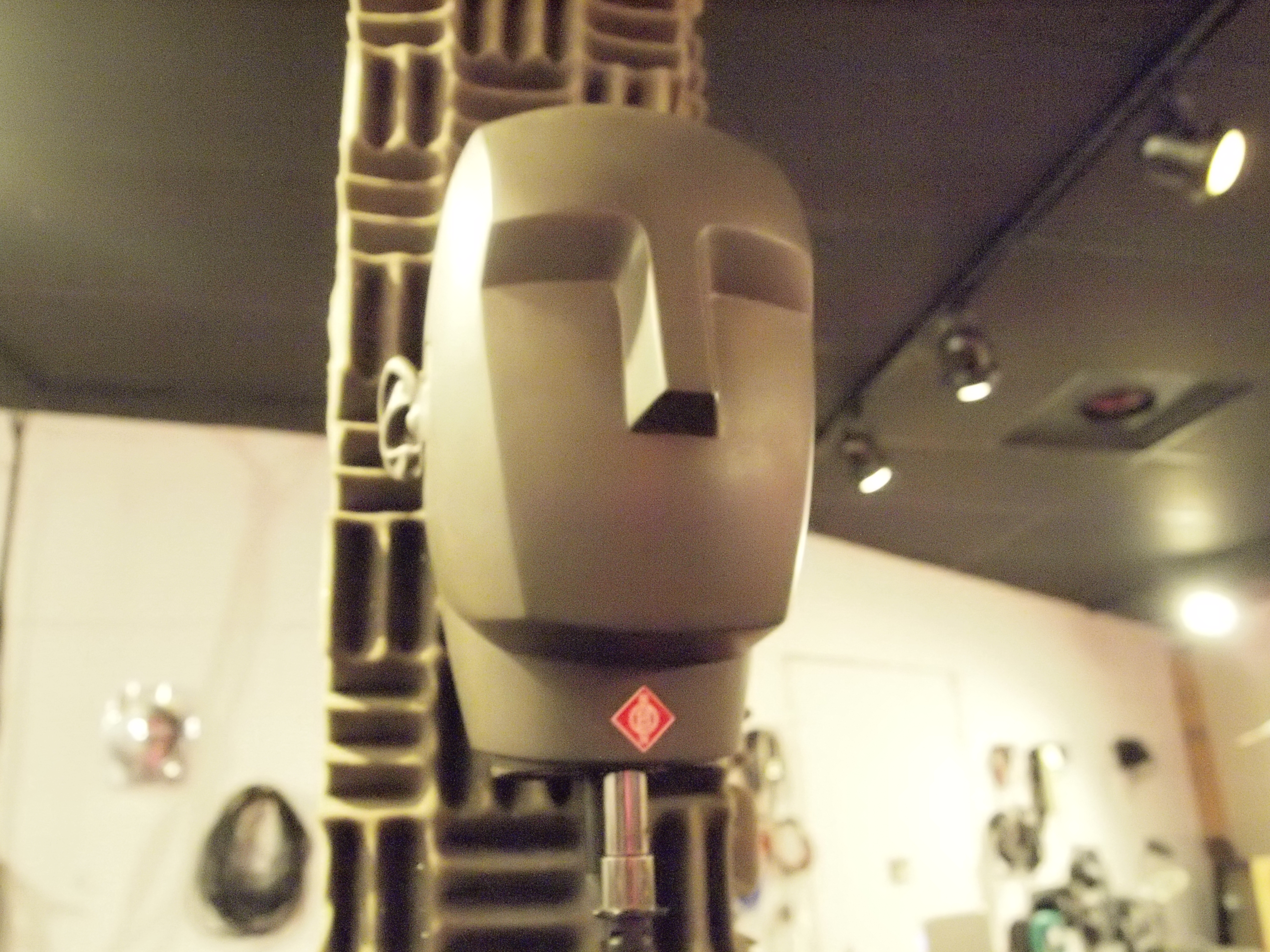
Model Neummann DummyHead

Tècnica especialment realista que consisteix en incorporar al cap d'un ninot dos micròfons omnidireccionals a mode d'orelles, d'aquesta manera es reprodueix com captem realment les persones a través de l'escolta binaural.
Aquestes gravacions reproduïdes amb auriculars donen una reproducció esfèrica on totes les fonts son reproduïdes des de la posició correcta. Son captacions especialment utilitzades per a la realitat virtual o pel so ambient en cinema. 